# Лорен Хатон
Мери Лоренс Хатон (енгл. Mary Laurence Hutton; Чарлстон, Јужна Каролина, рођена 17. новембра 1943), позната као Лорен Хатон (енгл. Lauren Hutton), америчка је филмска и ТВ глумица и модел.
Као глумица, Лорен Хатон је дебитовала 1968. године у филму Папирни лав, а у наредних десет година играла је главне женске улоге у низу холивудских филмова, попут Коцкар, Крхотине снова, Малоун, Дискотека 54, Баш сам лепа. Хатон је можда најпознатија по улози у филму Амерички жиголо из 1980, где је глумила са Ричардом Гиром. Осамдесетих је углавном глумила у неуспешним филмовима који су углавном пропадали на благајнама.